# Anouvong
Anouvong (en lao: ເຈົ້າອານຸວົງສ໌; en tailandés: เจ้าอนุวงศ์; en RTGS: Chao Anuwong), Saya-Sethathirath III o Chao Anu (1767 - 1829, Bangkok, Tailandia) fue el gobernante del reino laosiano de Vientián desde el año 1804 hasta 1829.
En su juventud peleó junto a Siam en contra de Birmania, ganando por sus proezas militares el respeto del pueblo siamés. Fue elegido por ellos mismos para ser el rey de Vientián, emprendiendo así, importantes obras públicas y cultivando mejores relaciones con Vietnam.
Tuvo también el respaldo de los siameses para designar a su hijo como el jerarca del reino de Champasak en Laos, dando inicio a los planes de una rebelión por la independencia de los Lao. Su ejército estuvo cerca de llegar a Bangkok, pero la insurrección fue reprimida y Vientián fue saqueada y después arrasada. Anouvong huyó hacia los bosques pero fue finalmente capturado, castigado y ejecutado.
- Datos: Q560843
- Multimedia: Chao Anouvong / Q560843